# Chapelle Saint-Georges de Thizy
Pour les articles homonymes, voir Chapelle Saint-Georges.
La Chapelle Saint-Georges de Thizy ou Chapelle Saint-Georges du Château de  Thizy, aujourd'hui intégré à la commune de Thizy-les-Bourgs, dans le département français du Rhône en région Auvergne-Rhône-Alpes, a été bâtie vers la fin du XIe siècle et remaniée aux XVe et XVIe siècles.
Elle fait l’objet d’une inscription au titre des monuments historiques depuis le 4 mars 1977.

## Histoire

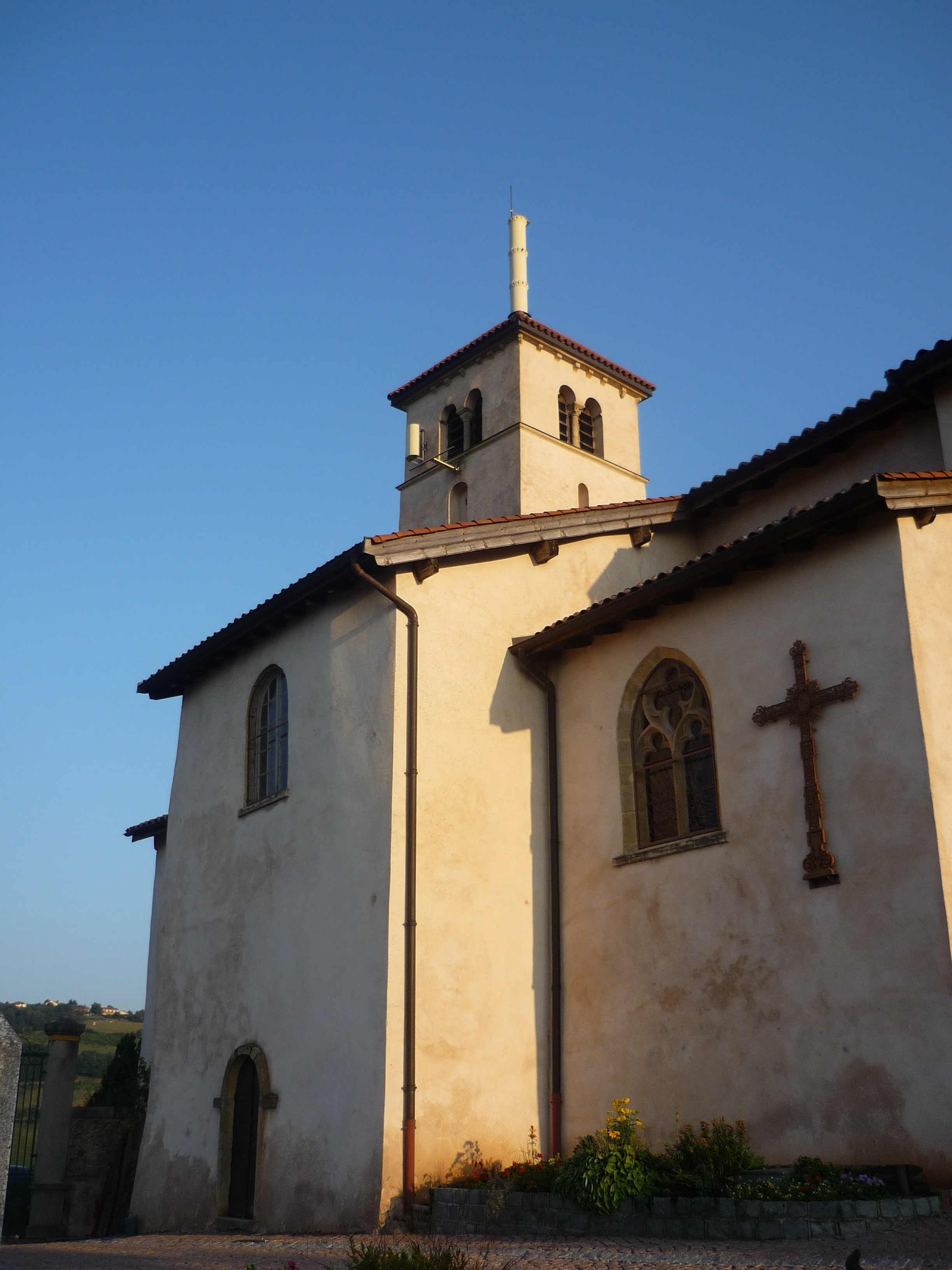

Les moines de Charlieu l'auraient fait construire en 1080 sur demande des habitants. Devenue église, elle fut annexe de l'église abbatiale du Bourg dénommée Saint-Pierre de Thizy.
Elle n'a pas été modifiée jusqu'en 1496, puis elle fut agrandie jusqu'en 1510. Les chapelles ont été partiellement restaurées en 1948-1949 puis totalement de 1988 à 1991.
On peut y voir :
- des éléments lapidaires du XIIe siècle provenant du prieuré de Bourg-de-Thizy.

- des peintures murales du XVe siècle[4], XVIe siècle et XVIIe siècle ornant les murs des chapelles latérales :

- 3e chapelle en partant de l'ouest : armoiries de Pierre Tricaud (notaire) sur la clé de voûte et sur la peinture murale du côté sud. Il est représenté en compagnie de son épouse et de ses cinq enfants. Sur le mur opposé : Descente de Croix et Mise au tombeau.
- 2e chapelle : initiales « ZB » de Zacharie Béred sur la clé de voûte. Sur le mur, personnage agenouillé.
- chapelle du transept : armoiries des Moncorgé, Crucifixion, deux personnages avec à leurs pieds la date 1556.
- sur la voussure du transept nord : à l'est, Vierge à l'enfant sur un trône à pinacles, et à l'ouest église placée sous la protection d'un personnage. Semis de motifs châbloués et petit damier courant tout le long de l'arc sud.
- un bénitier du XVe siècle[5].
- deux statues de pierre du 1er quart du XVIe siècle[6] qui auraient été trouvées dans les bois qui entouraient Thizy : une Vierge appelée «Notre-Dame des Bois» et l'ange Gabriel[7].
- une chaire gravée 1550.
- un bénitier en bronze gravé 1604[8].
- un tableau daté 1633 et signé Guillaume Perrier représentant la Vierge à l'Enfant avec saint Roch, saint Antoine, saint Charles Borromée et saint Sébastien[9].
- un tableau du XVIIe siècle représentant le couronnement de la vierge[10]
- un tableau du XVIIe siècle représentant Saint Sébastien, saint Roch, saint Crépin, saint Crépinien[11].
- une tapisserie limite XVIIe siècle - XVIIIe siècle[12].
- un groupe sculpté en bois polychrome du XVIIIe siècle[13].
- un tableau du XVIIIe siècle signé Le Cocq et représentant saint Vincent de Paul, une religieuse de la Charité et Marie Clapisson, fondatrice de l'établissement.

On a pu y voir :
- L'Éducation de la Vierge en présence de sainte Marthe, sainte Madeleine et un donateur, XVIIe siècle, volé en 1979[14].
- La Déploration du Christ XVIIe siècle, volé en 1979[15].
- La Descente de croix II inspirée de Rogier van der Weyden, copie sur toile du XVIIe siècle d'une œuvre sur bois du XVe siècle qui se trouverait à la mairie[16].

## Galerie d'images

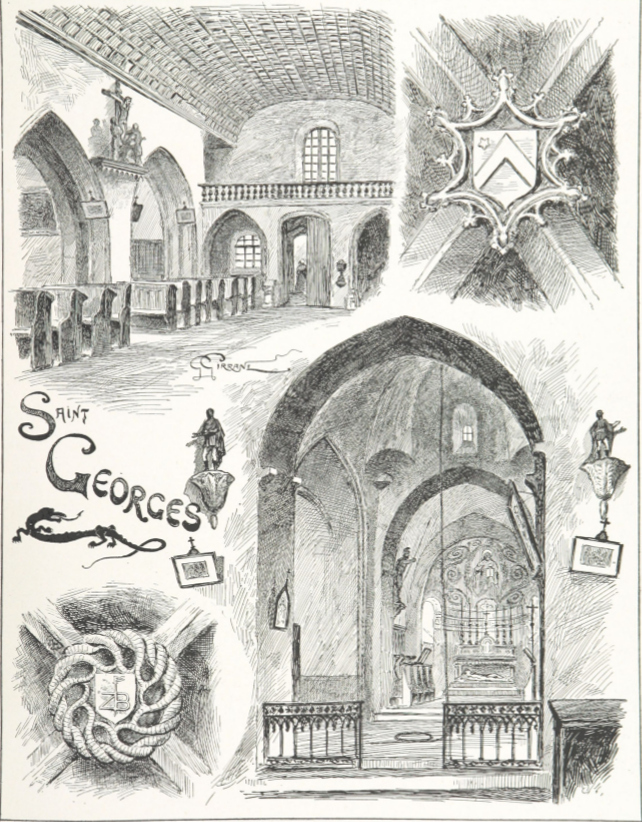
Intérieur de la chapelle Saint-Georges, dessinée par Girrane (1899)
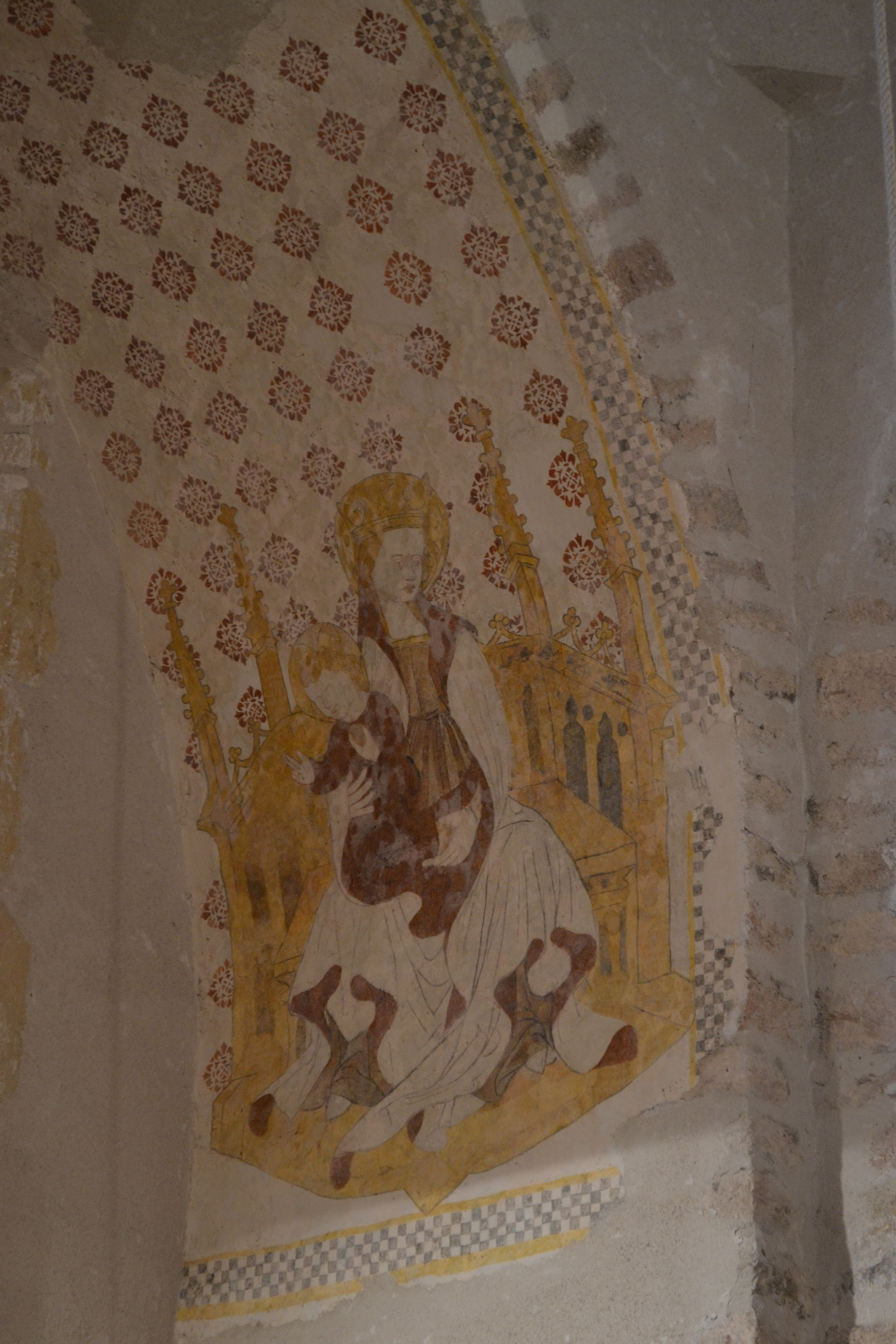
Peinture murale de la Vierge à l'Enfant dans le transept (XVe siècle)
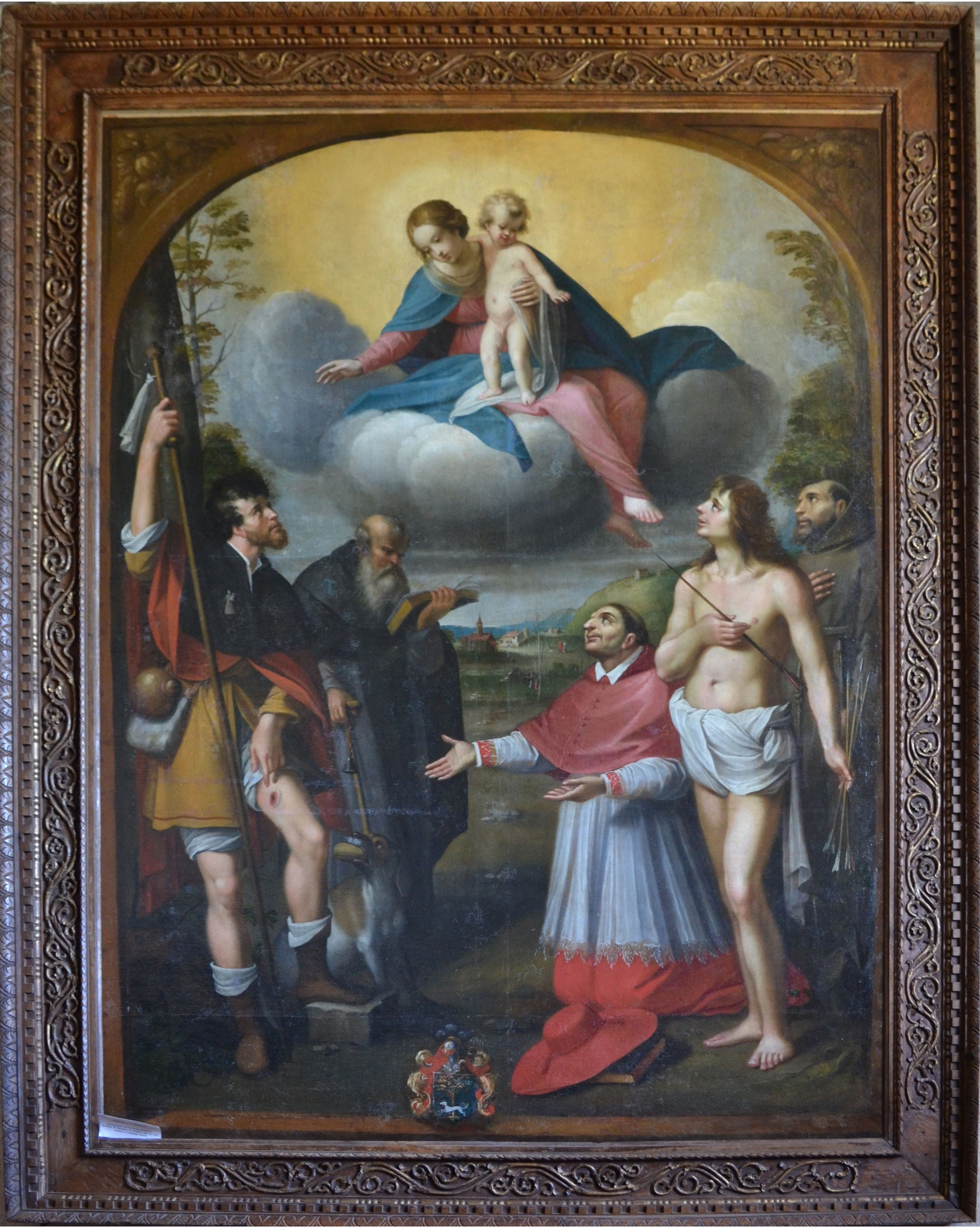
Guillaume Perrier, La Vierge à l'Enfant avec saint Roch, saint Antoine, saint Charles Borromée et saint Sébastien (1633)
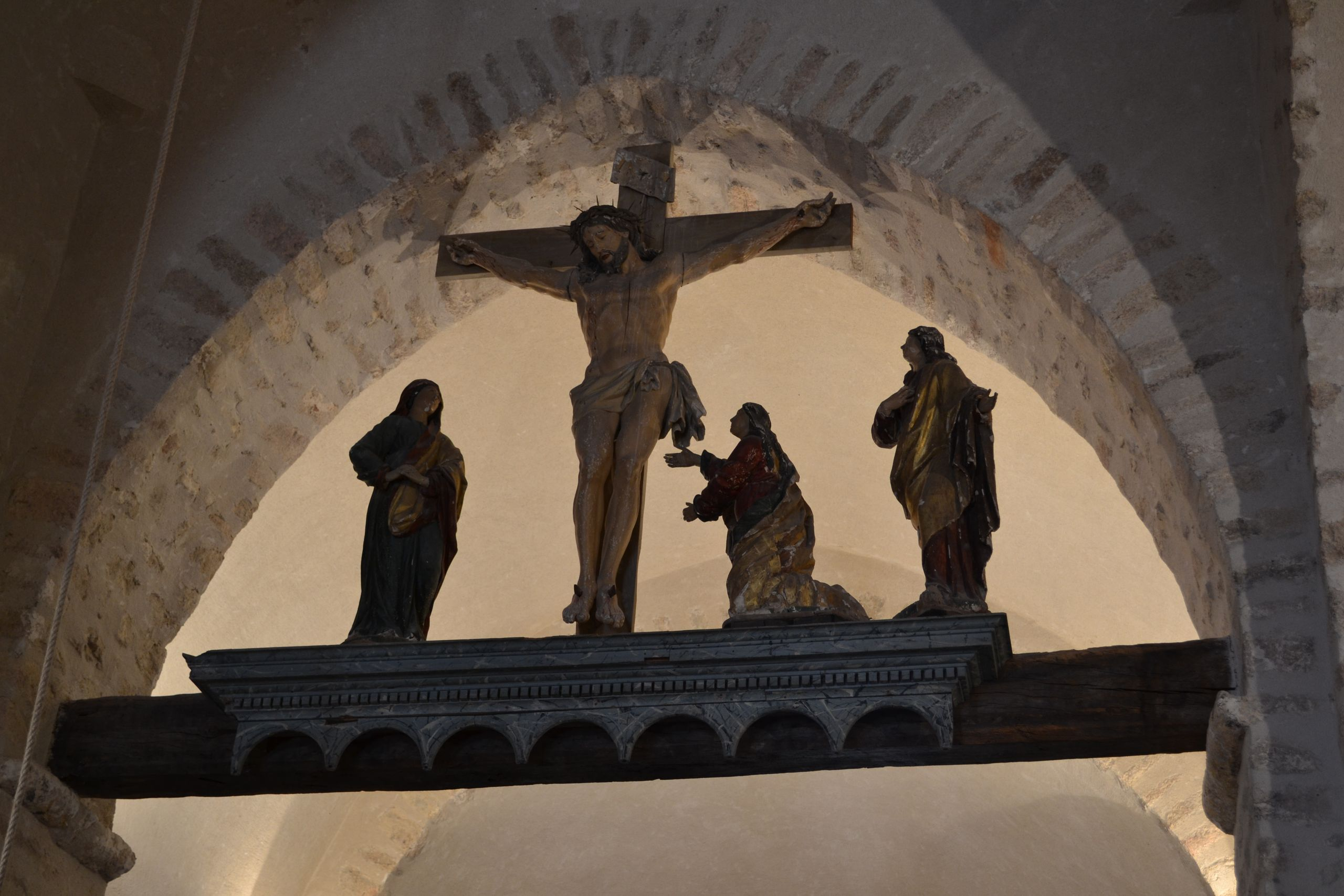
Calvaire : groupe sculpté polychrome représentant Le Christ en croix, la Vierge, saint Jean et sainte Madeleine (XVIIIe siècle)
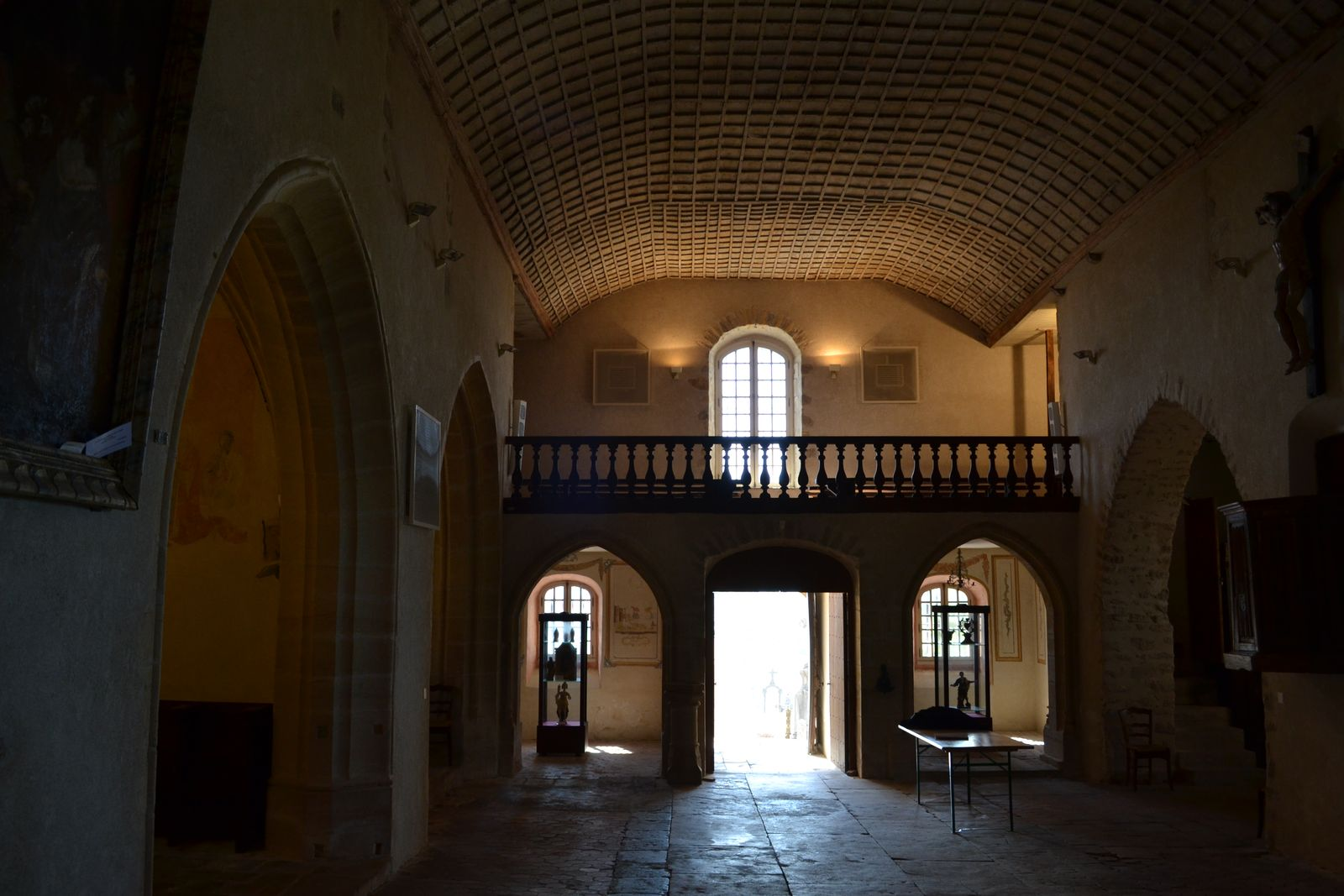
Voûte de la nef et porche surmonté d'une tribune, vus depuis le transept